# Шилков, Данил Евгеньевич
Данил Евгеньевич Шилков (род. 25 сентября 1982, Свердловск) — российский политик, аудитор Счетной палаты Российской Федерации, в 2016—2019 гг. — депутат Государственной думы Федерального собрания Российской Федерации VII созыва, .

## Биография
Окончил УГТУ-УПИ, факультет гуманитарного образования по специальности «Менеджмент организации: Управление проектами» в 2004 году. В 2016 году окончил «Высшую Школу Экономики и Менеджмента Уральского Федерального Университета». Аспирант кафедры «Экономической теории».
С 18 сентября 2016 года Депутат Государственной Думы. Член политической партии ЛДПР. Член Комитета Государственной Думы по финансовому рынку. Заместитель председателя Комиссии Государственной Думы по вопросам контроля за достоверностью сведений о доходах, об имуществе и обязательствах имущественного характера, представляемых депутатами Государственной Думы, мандатным вопросам и вопросам депутатской этики.
25 сентября 2019 г. Госдума назначила Данила Шилкова аудитором Счетной палаты Российской Федерации (СП РФ). Его депутатские полномочия были прекращены досрочно. Освободившийся мандат перешел Максиму Зайцеву.

## Награды
- Благодарность Президента Российской Федерации (4 января 2024 года) — за заслуги в укреплении государственного финансового контроля и многолетнюю добросовестную работу[5]